# Budowla ziemna
Budowla ziemna – budowla, której podstawowym tworzywem jest grunt, wykonana w gruncie lub z gruntu.

## Pojęcia związane z pozyskiwaniem gruntu na budowlę ziemną
- Ukop - miejsce pozyskania gruntu położone w obrębie pasa robót.
- Dokop - miejsce pozyskania gruntu położone poza pasem robót.
- Odkład - miejsce wbudowania lub składowania gruntów pozyskanych w czasie wykonywania prac budowlanych, a nie wykorzystanych do budowy.

## Przykłady budowli ziemnych
- Kopiec (architektura)
  - kurhan
- nasyp
- wały
  - grobla
  - wał przeciwpowodziowy
  - kulochwyt
- fortyfikacje
  - wał (fortyfikacja)
  - szaniec
  - kaponiera
  - fosa
- wykop
- przekop
- droga
- podtorze
- rów